# 沧口日本寻常高等小学校
36°10′31.6″N 120°22′48″E / 36.175444°N 120.38000°E
沧口日本寻常高等小学校为青岛市存在于1923年至1945年的一所日侨寻常高等小学校，其旧址位于中国山东省青岛市李沧区四流中路113号，建于1923-1924年，现为李沧区文物保护单位。

## 历史
1923年，青岛日本居留民团撤销李村寻常小学校，在沧口大马路购地新设沧口日本寻常高等小学校，校舍建设期间暂借富士纱厂仓库上课。1924年5月19日新校落成。该校学制5年，由青岛日本居留民团与日本驻青岛总领事馆管理，其学生多为周边日资纱厂的日本职员子女。1941年改称沧口日本国民学校。1945年日本投降后该校解散。1946年1月，青岛市政府从市立中学调拨7个班，在沧口日本小学旧址设立青岛市市立沧口初级中学。
1949年6月青岛解放后，市立沧口初级中学改名青岛市市立第三中学（后改名青岛第三中学）。1956年11月，青岛三中迁往新址（即现址），当年新设立的青岛第二十二中学迁入该址。1992年11月，该校东大楼（原沧口日本小学教学楼）拆除以建设新楼。2011年12月26日，沧口日本寻常高等小学校遗留建筑列入第二批李沧区文物保护单位。2014年9月，青岛二十二中整体搬迁至临汾路新校址，改名“青岛沧口学校”。沧口日本寻常高等小学校旧址现为永宁路幼儿园所使用。

## 建筑特色
沧口日本寻常高等小学校旧址原有东大楼、北楼及北礼堂，东大楼1992年11月拆除，北楼及北礼堂（曾用作校办工厂）现存，有扩建。现存北楼占地面积468.5平方米，为一处阶梯式三段布局建筑，由西向东逐次升高，西段（礼堂）一层，中段二层，东段三层（解放后扩建而成），整体花岗岩砌基，水刷墙面，长条竖窗，花岗岩石板窗台，花岗岩蘑菇石檐口，双坡屋面，开三角形老虎窗。
- 沧口日本寻常高等小学校早期影像，疑似教学楼原貌
- 1937年底青岛市政府撤离时被国民革命军遵照“焦土抗战”政策烧毁的沧口日本小学教学楼